# دونالد دور
دونالد دور هو سياسي أمريكي، ولد في 19 يونيو 1939 في فولس سيتي في الولايات المتحدة. نشط حزبياً في الحزب الجمهوري. وقد انتخب عضو مجلس نواب بنسيلفانيا ‏.